# Haukr Erlendsson
Haukr Erlendsson (* im 13. Jahrhundert; † 1334) war ein lǫgmaðr (Gesetzessprecher) aus einer bekannten isländischen Familie.
1294 wurde er als Gesetzessprecher in Island erwähnt, später auch in Norwegen. Die nach ihm benannte isländische Sammelhandschrift Hauksbók (1306–1308) wurde für ihn geschrieben, wobei Haukr Erlendsson zum Teil selbst daran gearbeitet hat.